# Walkman

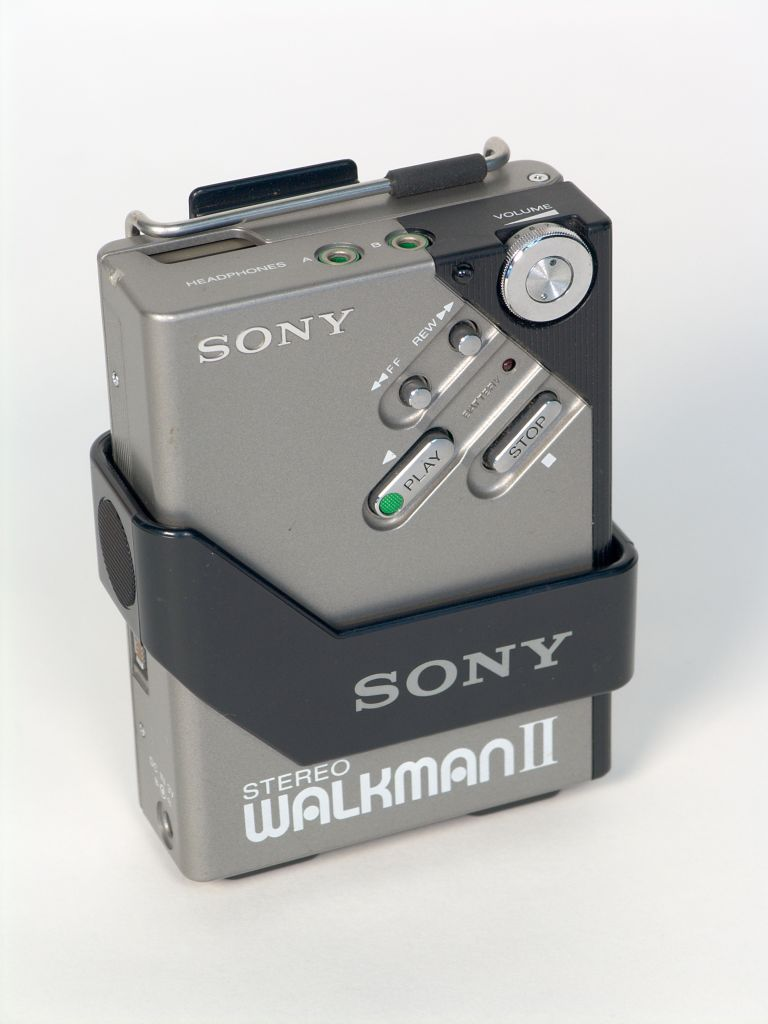
Walkman II

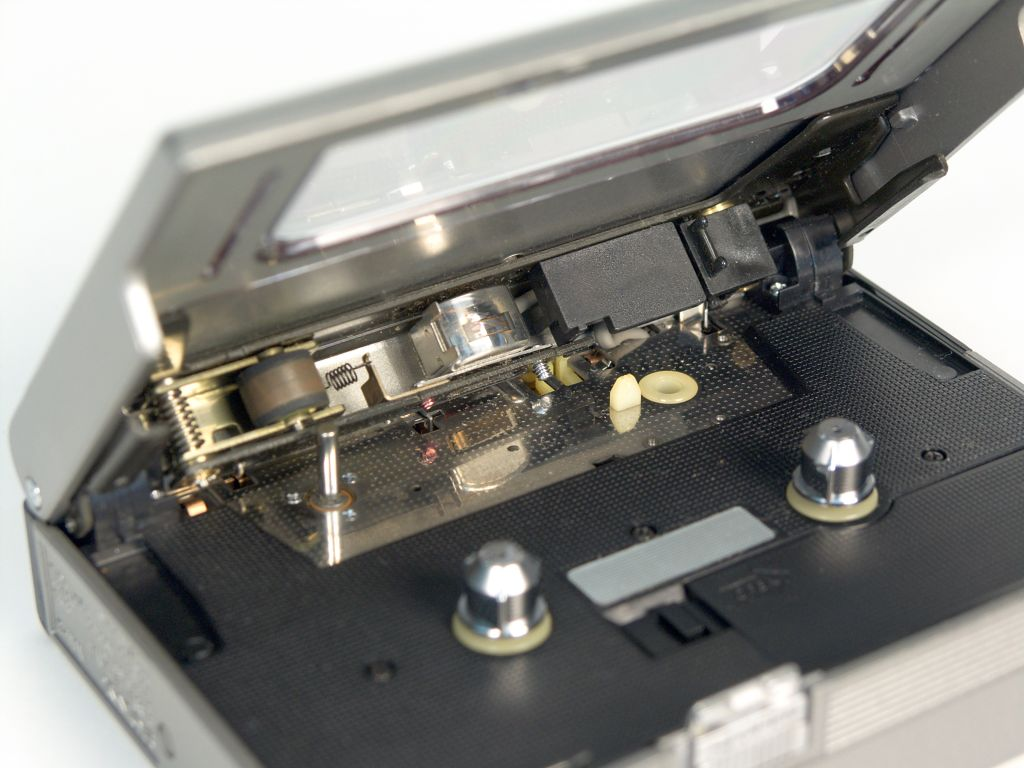
Interior of a Walkman II

Walkman là một dòng máy nghe nhạc ra đời vào năm 1979 của Sony. Sony đã bán được tới 50 triệu máy Walkman trong vòng 1 thập kỷ, biến nó trở thành biểu tượng nhạc di động trong thời kỳ ấy.
Phiên bản thử nghiệm đầu tiên của dòng máy Walkman được chế tạo bởi kỹ sư Kihara Nobutoshi cho đồng chủ tịch hãng Sony Morita Akio. Morita muốn có thể thoải mái nghe nhạc trong các chuyến bay công tác xa thường xuyên của mình. Dòng Walkman đầu tiên ra mắt công chúng ở Nhật Bản vào năm 1979 và sang năm sau nó đã xuất hiện ở các nước khác dưới tên gọi Soundabout ở Hoa Kỳ, Freestyle ở Thụy Điển và Stowaway ở Anh. Sản phẩm này đã thu hút được nhiều người tiêu dùng bất chấp những rào cản trong sự khác biệt về ngôn ngữ. Thật ra Chủ tịch Morita không thích cái tên "Walkman" và từng yêu cầu đổi tên, tuy nhiên sau đó ông rút lại yêu cầu này khi được một nhân viên thông báo rằng kế hoạch quảng cáo đã được tiến hành với cái tên "Walkman" và vì vậy chuyện đổi tên sẽ gây ra nhiều chi phí rất tốn kém.
Những cái tên "Walkman", "Pressman", "Watchman", "Scoopman", "Discman", và "Talkman" đều là thương hiệu của Sony trong các loại máy nghe nhạc cầm tay như thế này. Cái tên "Walkman" được đặt ra dựa theo tên một sản phẩm cùng loại trước đó là máy ghi âm dùng băng cassette Pressman. Phiên bản thử nghiệm đầu tiên của Walkman thực tế được chế tạo bằng cách thay thế bộ phận thu âm và phát âm của Pressman với một thiết bị khuếch đại âm thanh nổi. Thương hiệu "Walkman" được Sony tiếp tục sử sụng cho các loại máy thu phát âm cầm tay mà họ chế tạo sau này, nhất là sau khi dòng máy "Discman" (dùng cho đĩa CD) bị loại bỏ vào cuối thập niên 1990.
Tháng 3 năm 2007, Sony mở rộng thành phần của dòng máy Walkman khi cho ra lò một sản phẩm Walkman số hóa hoàn toàn là A800, với chữ A là viết tắt của khẩu hiệu "All in one, Advanced, and 'Attractive" (Tất cả trong một, Tối tân và Hấp dẫn).

## Điện thoại thương hiệu Walkman
Liên doanh giữa Sony và Ericsson là Sony Ericsson cũng đã cho ra đời nhiều dòng điện thoại di động mang thương hiệu Walkman, chú trọng vào khả năng nghe nhạc với sự cho phép của Sony. Trong khoảng thời gian từ 2005-2007, dòng điện thoại Walkman thu được nhiều thành công đáng kể trước khi lép vế bởi sự ra đời của Apple Iphone kèm theo cuộc cách mạng cảm ứng trên điện thoại di động.